# Lech-Donau-Winkel
Der Lech-Donau-Winkel ist ein deutsches Ramsargebiet in Bayern, gelistet unter internationalen Ramsar-Nummer 91. Mit Beitritt des Lech-Donau-Winkel als Ramsar-Gebiet war der Bereich als bedeutendes Vogelschutz-Feuchtgebiet der Kategorie 6 eingestuft.

## Entwicklung des Lech-Donau-Winkels
Der Beitritt dieses Gebiets zur Ramsar-Konvention erfolgte am 26. Februar 1976 mit zunächst 239 ha. Hiervon entfielen 91 ha auf die Lechstaustufe Feldheim sowie 148 ha auf die Donaustaustufe Bertoldsheim. Zu diesem Zeitpunkt war das Gebiet als bedeutendes Vogelschutz-Feuchtgebiet der Kategorie 6 eingestuft.
Im Jahr 2007 erfolgte aufgrund Nachmeldung durch das Bayerische Landesamt für Umwelt vom August 2005 die Erweiterung auf rund 4014 ha Gesamtfläche. Diese Gebietserweiterung von 239 ha auf 4014 ha basierte im Wesentlichen auf der Addition von bereits vorhandenen Hochwasser-Überschwemmungsflächen, gleichzeitig wurden die Ramsarkriterien 5 und 6 (Wasservögel) zurückgestuft bzw. aus der Gebietsbeschreibung entfernt, die aktuelle Meldestufe umfasst laut RIS nur mehr die Ramsar-Kriterien 1 mit 3. Mit diesem aktuellen Meldestand unterliegt der Lech-Donau-Winkel auch gleichzeitig dem europäischen Artenschutzprogramm Natura 2000.

## Gebietsbereich
Das für den europäischen Vogelzug zentral wichtige Gebiet umfasst im Wesentlichen zwei Hauptwasserflächen: die Bertoldsheimer Donaustaustufe großteils auf Flur der Marktgemeinde Rennertshofen im oberbayerischen Landkreis Neuburg-Schrobenhausen mit ca. 110 ha Freiwasserfläche (ein kleiner Teil auf Flur der Gemeinde Marxheim im Landkreis Donau-Ries) sowie hiervon donauaufwärts die Feldheimer Lech-Staustufe auf Flur der Gemeinde Niederschönenfeld mit rund 91 ha. In beiden sind Flachwasserzonen sowie Kies- bzw. Sandbänke vorhanden, es werden im Rahmen der Gewässerpflege auch regelmäßig Tothölzer als Ruhe- und Rastplätze eingebracht. Weitere nennenswerte Einzelflächen ist das Donaualtwasser Schnödhof (Naturschutzgebiet) mit umliegenden teils Alt-Baggerseen, das Schönenfelder Moos sowie das Staudheimer Moor. Darüber hinaus gehört zum Donau-Lech-Winkel eine Mischlandschaft aus Wald-, Auwald-, Überschwemmungsflächen, teils extensiv genutzten landwirtschaftlichen Flächen und eine Vielzahl kleinerer Donau-Altwässer und kleinerer Wasserflächen aus Kiesabbau.
Sowohl die Donau-Staustufe Bertoldsheim als auch die Lechstaustufe Feldheim dienen der Gewinnung von elektrischer Energie im Schwellbetrieb.
Neben einem moderaten Freizeitbetrieb auf dem Wasser im Sommer (Surfen, Kanufahren, Segeln) sowie Hobbyfischen ist die Bertoldsheimer Staustufe im Herbst und Winter wegen der guten Beobachtungsmöglichkeiten ein beliebtes Ziel für Vogelliebhaber.